# Île des Embiez
Île des Embiez ist eine französische Insel im Mittelmeer. Sie ist die größte Insel im Archipel des Embiez und liegt vor der französischen Mittelmeerküste am Hafen von Le Brusc in der Gemeinde Six-Fours-les-Plages, im Département Var, in der Region Provence-Alpes-Côte d’Azur.

## Geographie
Auf der Westseite ist die Insel hügelig. Die dem Festland zugewandte flachere Seite wurde früher zur Meersalzgewinnung genutzt. Nach dem Ende dieser Aktivitäten 1937 wurde das Gebiet ab 1960 in den heutigen Hafen Saint-Pierre umgewandelt, der leicht vom Hafen von Brusc zugänglich ist.

## Geschichte
Im Jahr 1958 wurde die Insel vom Industriellen Paul Ricard (1909–1997), dem Gründer des Unternehmens Ricard, gekauft. Ricard liegt auf dem höchsten Punkt der Insel begraben. Die Insel feiert seinen Geburtstag jährlich am 9. Juli.